# Novomikolàïvka (Kramatorsk)
|  | Per a altres significats, vegeu «Novomikolàïvka». |

Novomikolàïvka (en ucraïnès Новомиколаївка, en rus Новониколаевка) és una vila de la comunitat de Drujkivka dins districte de Kramatorsk de l'óblast de Donetsk, Ucraïna. El 2017 tenia 91 habitants. Fins al 18 de juliol de 2020 Novomikolàïvka pertanyia al districte de Drujkivka, però aquest districte quedà abolit el juliol del 2020 per la reforma administrativa d'Ucraïna, segons la qual es reduí el nombre de districtes de l'óblast de Donetsk a només vuit.